# 苹果亚科
苹果亚科（Pomoideae或Maloideae）是个已被弃用的分类，过去歸於被子植物門（Angiospermae）薔薇亞綱（Rosidae），科轄下有木瓜屬（Chaenomeles）、梨屬（Pyrus）、栒子屬等知名植物同屬薔薇科，曾是薔薇科旗下的一個大科，有28個屬，約1100個不同的物種。蘋果亞科植物遍布於世界各地，但主要生長地區在北半球。
无论如何，依据分子遗传研究结果，苹果属被移入梅亚科之下的苹果族之中，本亚科也就成了梅亚科的异名。